# Sigrid Vinks
Sigrid Vinks (4 januari 1956) is een Belgische actrice die vooral in het theater actief is. 
Vinks is vooral bekend voor haar rollen in de producties van theatermaker Jan Decorte, met wie ze in 1996 ook trouwde.

## Biografie
Van 1974 tot 1978 studeerde Vinks Germaanse filologie aan de UFSIA. Haar kandidaturen combineerde ze met filosofie en de licenties met theaterwetenschappen telkens aan de UIA. In 1976 ontmoet ze er Jan Decorte.   In 1979 werkte ze als assistente van professor Carlos Tindemans in het departement theaterwetenschappen aan de UIA. 
Vinks debuteerde als actrice in Decorte's filmadaptatie van Hedda Gabler uit 1978.. Sinds 1981 werkt ze voor hem als vertaler, dramaturg en kostuumontwerper en vanaf 1984 acteert ze in al zijn theaterproducties. In 1983 publiceerde ze een toneelkritiek in het tijdschrift Etcetera.
In 2009 nam ze deel aan de tv-quiz De Slimste Mens ter Wereld.